# Frederico Casimiro Kettler
Frederico Casimiro Kettler (Mitau, 6 de julho de 1650 – Mitau, 22 de janeiro de 1698) foi Duque da Curlândia e Semigália de 1682 até 1698. Era filho de Jacob Kettler e Luísa Carlota de Brandemburgo. Seu reinado foi marcado pela perda de autonomia política do ducado, que ficou sujeito aos interesses territoriais da Suécia, Prússia e Rússia.

## Biografia
Frederico Casimiro Kettler nasceu no Palácio de Jelgava em 1650. Era filho de Jacob Kettler e da princesa Luísa Carlota de Brandemburgo. Na infância, especificamente entre os anos de 1658 e 1660, ele foi aprisionado juntamente com a família pelo exército sueco durante a Grande Guerra do Norte. Anos depois, estudou direito na Alemanha e visitou diversas Cortes reais europeias.
Federico Casimiro tornou-se Duque após a morte de seu pai em 1682, e assumiu com muito talante os assuntos de Estado. No início, ele tentou restaurar as posses perdidas do ducado, mas seus esforços foram interrompidos pelas potências europeias, particularmente pela Suécia.
Durante o reinado de Frederico Casimiro, o comércio e a indústria do ducado começaram a deteriorar-se. Em 1693, a colônia de Tobago foi vendida para a Inglaterra. Na primavera de 1697, Frederico Casimiro recebeu uma grande delegação da Rússia, incluindo o novo czar Pedro I, sobre o qual o Palácio Jelgava e sua corte deixaram uma ótima impressão. O ducado e a Rússia realizaram conversas diplomáticas sobre cooperação mútua contra os suecos, mas no inverno seguinte de 1698, Frederico Casimiro morreu aos 47 anos. Seu filho menor, Frederico Guilherme, o sucedeu como o novo duque.

## Casamentos e posteridade
Em 5 de outubro de 1675 casou com Sofia Amália de Nassau-Siegen, condessa de Nassau-Siegen, nascida em Terborg em 10 de janeiro de 1650 e morta em 25 de dezembro de 1688 em Mitau, 2ª filha de Henrique II de Nassau-Siegen e de Isabel de Limburgo-Stirum.
Filhos:
- 1 - Frederico Kettler (3 de abril de 1682 – 11 de fevereiro de 1683), príncipe hereditário da Curlândia;
- 2 - Maria Doroteia Kettler (2 de agosto de 1684 – 17 de janeiro de 1743), foi esposa do marquês Alberto Frederico de Brandemburgo-Schwedt, com quem teve sete filhos;
- 3 - Leonor Carlota Kettler (11 de junho de 1686 – 28 de julho de 1748), foi esposa do duque Ernesto Fernando de Brunsvique-Luneburgo, com quem teve treze filhos;
- 4 - Amália Luísa Kettler (23 de julho de 1687 – 18 de janeiro de 1750), foi esposa do príncipe Frederico Guilherme I Adolfo de Nassau-Siegen, com quem teve oito filhos;
- 5 - Cristina Sofia Kettler (15 de novembro de 1688 – 22 de abril de 1694).

Em 29 de abril de 1691 casou em segundas núpcias com Isabel Sofia de Brandemburgo, nascida em Cölln em 5 de abril de 1674 e morta em 22 de novembro de 1748 em Römhild, filha mais nova de Frederico Guilherme I de Brandemburgo, e de Sofia Doroteia de Schleswig-Holstein-Sonderburg-Glücksburg, e irmã de Frederico I da Prússia.
Filhos:
- 6 - Frederico Guilherme, Duque da Curlândia (19 de julho de 1692 – 21 de janeiro de 1711), casado com a imperatriz Ana da Rússia; sem descendência.
- 7 - Leopoldo Carlos Kettler (14 de dezembro de 1693 – 21 de julho de 1697), morreu aos três anos de idade.